# Eduard Schreiber (Filmemacher, 1939)
Eduard Schreiber (* 21. Mai 1939 in Obernitz, Reichsgau Sudetenland) ist ein deutscher Filmregisseur und Autor.

## Leben
Eduard Schreiber wurde 1939 in Obernitz (Reichsgau Sudetenland) geboren und ist dort noch ein Jahr zur Schule gegangen, bis er 1946 mit seiner Familie in die Nähe von Ilsenburg im Harz vertrieben wurde. Nach dem Abschluss der Oberschule wurde sein ganzer Abiturjahrgang nicht zum Studium zugelassen, deshalb verpflichtete er sich zum Dienst in der NVA. Anschließend bewarb er sich an der Karl-Marx-Universität Leipzig für ein Studium der Literaturwissenschaften und war am Institut für Literarische Publizistik eingeschrieben. Parallel besuchte er Prosa- und Literaturkritik-Seminare und belegte ein Jahr Germanistik.
Eduard Schreiber hat seit 1960 jedes Jahr regelmäßig an der Dokumentarfilmwoche in Leipzig teilgenommen und bewegte sich in einem Kreis um das Filmkunsttheater Casino. Hier pflegte er sehr intensiven Kontakt mit anderen Filmemachern, welche ihn gründlich prägten. Schreiber leitete zu dieser Zeit einige Abenddiskussionen im Hotel Astoria und schrieb viele Filmkritiken, bis er 1970 ins DEFA-Studio für Dokumentarfilme kam, dem er bis 1990 angehörte. Eine Promotion über die Prager Literatur bei Eduard Goldstücker wurde von der Karl-Marx-Universität nicht zugelassen, da der Prager Frühling bereits begonnen hatte, weshalb er über Egon Erwin Kisch promovierte.
Nach 1990 las er seine Stasi-Akten und stellte fest, dass er bereits Anfang der 1960er-Jahre durch das Ministerium für Staatssicherheit observiert wurde. Allein in den acht Jahren im DEFA-Studio für Dokumentarfilme haben 14 Mitarbeiter Berichte über ihn geschrieben. 1988 trat Eduard Schreiber aus der SED aus.
Vom Verband für Filmkommunikation wurde er mit dem Findlingspreis ausgezeichnet.
Anlässlich des 80. Geburtstags des Regisseurs erschienen 2019 sieben seiner filmischen Arbeiten in der Edition Eduard Schreiber – Essayfilmer der DEFA bei Absolut Medien auf DVD.
Neben seinen Werken als Regisseur von über 50 Dokumentarfilmen wurde Eduard Schreiber, der sich auch Radonitzer nennt, durch seine Arbeiten zur Filmtheorie und Filmgeschichte, als Nachdichter, Übersetzer von Poesie und Prosa sowie anderen Schriften aus dem Tschechischen ins Deutsche sowie als Herausgeber bekannt. In Tschechien ist er Mitglied der Künstlervereinigung „Q“.
Eduard Schreiber lebt in Wilhelmshorst.

## Filmografie
- 1972: Deutsch, deutscher, bundesdeutsch
- 1974: Eisenmacher
- 1975: Annäherung an E.H.M.
- 1976: …als ob es gestern wär’. Walli Nagel
- 1977: Hermann Hesse 1877–1977
- Nun gut, wir wollen fechten. G. E. Lessing
- 1979: Das wechselvolle Leben des deutschen Malers und Glücksuchers Heinrich Vogeler
- Wieland Förster. Dezember 79
- 1982: Ein Bauer und seine Frau
- 1983: Abhängig
- 1984: Miklós Radnóti
- 1985: Wissen Sie nicht, wo Herr Kisch ist
- 1987: The Time is now – Jetzt ist die Zeit
- 1988: Rückfällig
- 1989: Spuren
- 1990: Ich war ein glücklicher Mensch
- 1991: Östliche Landschaft
- 1992: Die Tribüne
- Unser täglich Brot gib uns heute
- 1994: Großer trauernder Mann
- Kreml-Frauen
- 1995: Lange nach der Schlacht. Altes Lager 1991–1994
- 1996: Tod im Kreml
- 1997: Reise ohne Wiederkehr. Philipp Tolziner – Bauhausarchitekt
- 1998: Die Erfindung Goethe
- 1999: Aviatricen. Die Stars der Stalinschen Luftfahrt
- 2000: Zone M.
- Trotzkis Traum. Psychoanalyse im Lande der Bolschewiki
- 2001: Ein abgebrochenes Gespräch. Eduard Goldstücker
- 2003: Tödliches Heilkraut. Erich Arendt
- Schlesinger. Berlin
- 2004: Klang-Rausch-Ekstase. Die Künstlergruppe „Brücke“ 1905–1913
- 2005: Im Labyrinth. Wieland Förster
- 2006: PhantomAsien
- 2007: Was ich am besten kann, ist Schweigen. Der Theatermacher Fritz Marquardt

## Werke

### Übersetzungen (Auswahl)

#### Aus dem Tschechischen
- Ludvík Kundera: Erinnerungen an Städte/Stätten wo ich niemals war. Gedichte. Edition Thanhäuser, Ottensheim/Donau 2004, ISBN 3-900986-56-8.
- Adieu Musen. Anthologie des Poetismus. Dichtung von Nezval, Černík, Vančura, Seifert, Mahen, Halas, Hoffmeister, E. F. Burian, Biebl, Konrád, Voskovec&Werich, Mikulášek. (= Tschechische Bibliothek). DVA, München 2004, ISBN 3-421-05257-3.
- Süß ist es zu leben. Tschechische Dichtung von den Anfängen bis 1920. Gedichte von Tobiaš Mouřenín von Litomyšl, Theer, O. Fischer, Nezval. (= Tschechische Bibliothek). DVA, München 2006, ISBN 3-421-05262-X.
- Ludvík Kundera: el do Ra Da (da). Gedichte, Erzählungen, Erinnerungen, Bilder. Arco Verlag, Wuppertal 2007, ISBN 978-3-938375-10-5.
- Emil Juliš: Landschaft meines Gesangs. Gedichte. Nachwort Ludvík Kundera. Corvinus Presse, Berlin 2007, ISBN 978-3-910172-92-0.
- František Listopad: Jahrmarkt. Böhmen. Gedichte. Nachwort Eduard Schreiber. Edition Thanhäuser, Ottensheim/Donau 2008, ISBN 978-3-900986-66-7.
- In: Die Seele Brünns. Anthologie. Prosa. Dichtung. Hg. Ludvík Kundera. Trefulka, Nezval, Zogata, Blatný, Zábranská, M. Kundera, Kapoun, Preclík, Pitínský, Suchý, Halas, L. Kundera, Seifert, Mikulášek, Řežníček, Skácel, Milota, Listopad, Rotrekl, Kostroň, Uhde. Brno 2008, ISBN 978-80-210-4557-6.
- Ludvík Kundera: POESIEALBUM 281. Gedichte. Märkischer Verlag, Wilhelmshorst 2008, ISBN 978-3-931329-81-5.
- Milada Součková: Bel canto. Prosa. Nachwort Eduard Schreiber. Matthes & Seitz, Berlin 2010, ISBN 978-3-88221-531-1.
- František Listopad: Tristan oder Der Verrat des Intellektuellen. Prosa. Nachwort Eduard Schreiber. Matthes & Seitz, Berlin 2010, ISBN 978-3-88221-546-5.
- Vítězslav Nezval: Der Fetischist. Gedichte. Sawod Press, Berlin 2010.
- František Listopad: Terra é carvão e limões. Die Erde ist Kohle und Zitronen. Langgedicht. Hochroth, Berlin 2014, ISBN 978-3-902871-49-7.
- Ludvík Kundera: Überwintern (1971–1989). Gedichte. Hochroth, Berlin 2014, ISBN 978-3-902871-60-2.
- František Listopad: Engelstufen. Prosa. Nachwort Radonitzer. Corvinus Presse, Berlin 2016.
- Jiří Mahen: Der Mond. Prosa. Nachwort Radonitzer. Guggolz Verlag, Berlin 2016, ISBN 978-3-945370-09-4.
- Jiří Gruša: Tschechische Gedichte. Werkausgabe Bd. 7. Wieser Verlag, Klagenfurt 2017, ISBN 978-3-99029-258-7.
- Daniela Hodrová: Ich sehe die Stadt... Prosa. Arco Verlag Wuppertal / Wien 2020, ISBN 978-3-96587-002-4.
- Jiří Kolář: Gebrauchsanweisung – Návod k upotřebení. Gedichte. Nachwort Radonitzer. Arco Verlag, Wuppertal/Wien 2019, ISBN 978-3-96587-000-0.
- Ludvík Kundera: Berlin – Konstatinopolis. Prosa. Mit Erinnerungen an L. K. von Radonitzer. Arco Verlag Wuppertal / Wien 2020, ISBN 978-3-96587-022-2.
- Ludvík Kundera: Quer durch Phantomasien. Gedichte. Nachwort Radonitzer. Hochroth, Berlin 2020, ISBN 978-3-903182-68-4.
- EmiL Juliš: Zone/Zóna. Gedichte. Nachwort Radonitzer. Arco Verlag Wuppertal / Wien 2020, ISBN 978-3-96587-014-7.
- In: Grand Tour. Reisen durch die junge Lyrik Europas. Hg. Federico Italiano und Jan Wagner, Hanser Verlag, München 2019. Gedichte von Rudčenková, Děžinský, Řehák, Hájek, Nosek, Bouška. ISBN 978-3-446-26182-2.

#### Aus dem Georgischen
- In: Zug nach Tbilissi. Ein Lesebuch, Hg. Alexander Kartozia und Eduard Schreiber. Gedichte von Tizian Tabidse, Galaktion Tabidse, Paolo Iaschwili, Lado Assatiani, Alexander Abascheli, Sasa Twaradse. Suhrkamp Verlag, Berlin 2018.

#### Aus dem Russischen
- In: Zug nach Tbilissi. Ein Lesebuch. Gedichte von Jessenin, Kamenskij.
- In: Nikolaj Evreïnov: Theater für sich. Gedichte von Jessenin, Kamenev, Sologub, Gastev, Anonym (Volkslieder, Tanzlieder). diaphanes, Zürich / Berlin 2016, ISBN 978-3-95757-017-8.

### Bücher/Texte (Auswahl)
- The Eye Swims on the Canal Grande. In: The Search for Reality – the art of documentary filmmaking. Ed. Michael Tobias. Studio City: Michael Wiese Productions, 1988, ISBN 0-941188-62-0.
- Zeit der verpaßten Möglichkeiten 1970–1980. In: Jordan/Schenk, Schwarzweiß und Farbe. DEFA-Dokumentarfilme 1946–1992, Jovis, Berlin 1996, S. 128–179, ISBN 3-931321-51-7.
- Eduard Goldstücker / Eduard Schreiber: Von der Stunde der Hoffnung zur Stunde des Nichts. Gespräche mit Eduard Goldstücker. Hrsg./Nachwort: Eduard Schreiber, Arco Verlag, Wuppertal 2009, ISBN 978-3-938375-07-5.
- Im Rausch der Zeder. In: Pécs. Ein Reise- und Lesebuch. Hrsg. Wilhelm Droste / Éva Zádor, Arco Verlag, Wuppertal 2010, ISBN 978-3-938375-35-8.
- Zwischen Stephansgasse und Graben. Eine Prager Bewegungsstudie. In: Ich habe mich immer eingemischt. Erinnerungen an Stefan Heym. Hrsg. Therese Hörnigk, Verlag für Berlin-Brandenburg, Berlin 2013, ISBN 978-3-942476-56-0.
- Kleist in Böhmen. In: brücken. Germanistisches Jahrbuch Tschechien-Slowakei (NF), Nr. 22/1-2 (2014), S. 129–141 (Tagung Romantiker in Böhmen, Prag 5.–7.11.2012).
- Eine Handvoll Mohn in die Träume. Essay. In: Ludvík Kundera, el do Ra Da(da). Gedichte, Erzählungen, Erinnerungen, Bilder. Hrsg. Eduard Schreiber, Arco Verlag, Wuppertal 2007, ISBN 978-3-938375-10-5.
- Sprache steht / muß also füße haben. Essay. In: Jiří Gruša, Tschechische Gedichte. Werkausgabe Band 7, Wieser Verlag, Klagenfurt/Celovec 2017, ISBN 978-3-99029-258-7.
- Tbilissi ist pistaziengrün. In: Zug nach Tbilissi. Ein Lesebuch. Hrsg. Alexander Kartozia / Eduard Schreiber, Suhrkamp, Berlin 2018, ISBN 978-3-518-42834-4.
- Vom Gehen in der Stadt. In: Daniela Hodrová, Ich sehe die Stadt…, Arco Verlag Wuppertal/Wien 2019, ISBN 978-3-96587-002-4.
- Instant décisif – Der entscheidende Augenblick / Augen-Blick. In: Leuchtkraft 2019. Journal der DEFA-Stiftung, 2.
- Kundera in Kunštát. Erinnerungen an L. K. In: Ludvík Kundera: Berlin – Konstantinopolis, Arco Verlag, Wuppertal/Wien 2020, ISBN 978-3-96587-022-2.
- Das Auge schwimmt auf dem Canale Grande. Texte zum Film. Projekte. Gespräche. 1967–2018. (Ausführliche Filmographie und Bibliographie) Hrsg.: DEFA-Stiftung, Berlin, Dezember 2020)[3]
- Radonitzer, Goldstein lesen / U wie Y. (https://www.matthes-seitz-berlin.de/blog.html

## Auszeichnungen
- 1978: Ehrennadel des Verbandes der Komponisten und Musikwissenschaftler der DDR in Gold für Annäherung an E. H. M.
- 1983: Ehrenplakette des Ministeriums für Kultur und Bildung der Ungarischen Volksrepublik anläßlich des zehnjährigen Bestehens des Hauses der Ungarischen Kultur Berlin.
- 1984: Findlingspreis 1983 der Filmklubs der DDR für Abhängig[4]
- 1986: 16. Internationales Kurzfilmfestival Tampere: Ehrendiplom für Wissen Sie nicht, wo Herr Kisch ist[5]
- 1986: Heinrich-Greif-Preis für Radnóti und Wissen Sie nicht, wo Herr Kisch ist[6]
- 1991: Bundesfilmpreis für Östliche Landschaft[7]